# William Irvine (homme politique australien)
Pour les articles homonymes, voir Irvine et William Irvine.
Sir William Hill Irvine, né le 6 juillet 1858 à Newry et mort le 20 août 1943 à Melbourne, est un avocat et homme politique australien. Il est notamment Premier ministre du Victoria de 1902 à 1904, procureur général d'Australie de 1913 à 1914 et président de la Cour suprême du Victoria de 1918 à 1935.

## Biographie

### Débuts
Né dans le nord de l'Irlande au Royaume-Uni de Grande-Bretagne et d'Irlande, il est le sixième des sept enfants d'un agriculteur, et le neveu du militant nationaliste irlandais John Mitchel (en). Il obtient une licence de droit au Trinity College de Dublin en 1879 « malgré ses difficultés financières » et s'inscrit aux King's Inns (en) pour compléter sa formation d'avocat. À la mort de son père, toutefois, il abandonne ses études pour accompagner sa mère qui émigre en Australie, et s'installe à Richmond dans le Victoria. Il reprend ses études, et est appelé au barreau du Victoria en 1884 avant d'obtenir un diplôme de Master en droit à l'université de Melbourne en 1886. Il pratique le métier de barrister (avocat), avec un succès initialement restreint sur le plan financier. Il s'épuise souvent au travail, et peine à surmonter des crises d'angoisse.

### Carrière politique dans le Victoria
Il se présente comme candidat d'un mouvement démocrate pour le libre-échange dans la circonscription rurale de Lowan aux élections législatives victoriennes de 1894. À sa surprise, bien qu'il ne représente pas l'une des principales factions politiques, il bat le député sortant et ministre de l'Instruction publique Richard Baker (en) et entre à l'Assemblée législative du Victoria. Il est le procureur général du Victoria de 1899 à 1900 dans le gouvernement d'Allan McLean, et est remarqué pour sa « probité absolue », la clarté de sa pensée et sa détermination. Les six colonies britanniques d'Australie s'unissent en une fédération en 1901, et William Irvine se présente sans succès dans la circonscription de Wimmera aux premières élections fédérales cette même année. Allan McLean s'étant, lui, lancé avec succès en politique fédérale, William Irvine devient alors le chef de l'opposition parlementaire à l'Assemblée législative du Victoria.
En juin 1902, il parvient à y constituer une majorité parlementaire, et fait chuter le gouvernement d'Alexander Peacock par une motion de censure. Il devient Premier ministre et organise des élections législatives anticipées, qu'il remporte largement. Il est toutefois peu populaire personnellement ; on lui reproche sa froideur. En 1903, il réprime et brise une grève des cheminots. Il est le procureur général de son propre gouvernement jusqu'en septembre 1903, et le ministre des Finances de son propre gouvernement à partir de juillet 1903. Malade, il démissionne en février 1904, et se consacre dès lors un temps à son métier d'avocat.

### Carrière politique fédérale et suites
Il remporte la circonscription de Flinders comme candidat conservateur sans étiquette aux élections fédérales de 1906 et entre à la Chambre des représentants d'Australie. Il rejoint par la suite le Parti libéral, et -avec l'ambition de devenir Premier ministre d'Australie- en brigue sans succès la direction en 1913. Il est procureur général dans l'éphémère gouvernement de Joseph Cook de juin 1913 à septembre 1914 ; fait chevalier en 1913, il est décoré chevalier commandeur de l'ordre de Saint-Michel et Saint-Georges en 1914. Pendant la Première Guerre mondiale, il mène campagne activement mais sans succès pour l'introduction de la conscription, notamment lors des référendums de 1916 et de 1917.
En mars 1918 il accepte le poste de président de la Cour suprême du Victoria. Il est fait chevalier grand-croix de l'ordre de Saint-Michel et Saint-Georges en 1934, mais à cette date il fait déjà preuve de troubles de la mémoire et de manque d'attention qui s'avèrent très embarrassants. Il accepte finalement de prendre sa retraite en septembre 1935, et meurt huit ans plus tard à l'issue d'une longue maladie.